# Pleurozia
Die Pleurozia ist eine Moos-Gattung, die allein die Unterklasse Pleuroziidae der Klasse Jungermanniopsida bildet. Sie enthält 11 Arten, die bis auf eine hauptsächlich als Epiphyten in feuchten, tropischen Bergwäldern vorkommen.

## Merkmale
Abgesehen von den Merkmalen der Familie ist die Ausbildung des Unterlappens der Flankenblätter bei den Moosen dieser Gattung sehr charakteristisch: Die Unterlappen sind sack- oder muschelförmig ausgehöhlt. Die Öffnung dieser Höhlung ist reusen- oder trichterartig nach innen gewölbt und mit einer Klappe versehen. Außerdem befinden sich im Unterlappen noch zwei Schlitze. Damit gehört der Unterlappen der Pleurozia-Pflanzen zu den kompliziertesten Blattausbildungen bei den Moosen.
Die Oberlappen der Flankenblätter sind von der Form her breit oval bis rund. Vorne sind sie abgerundet oder seicht ausgerandet. Der Blattrand kann ganzrandig bis leicht unregelmäßig gezähnt sein.
Bei den Pleurozia-Moosen handelt es sich um relativ kräftige, weinrote Moose.

## Arten (Auswahl)
- Pleurozia acinosa
- Pleurozia articulata
- Pleurozia caledonica
- Pleurozia conchifolia
- Pleurozia curiosa
- Pleurozia gigantea
- Pleurozia heterophylla
- Pleurozia johannis-winkleri
- Pleurozia paradoxa
- Pleurozia purpurea
- Pleurozia subinflata